# Euclides

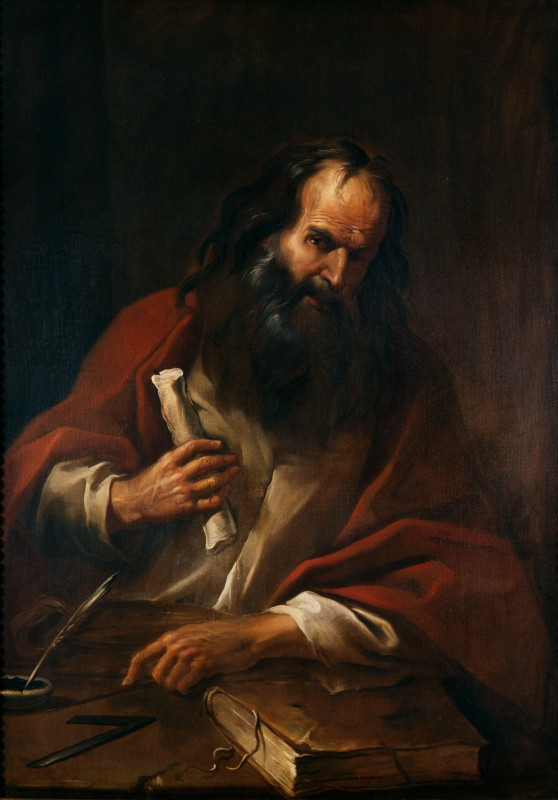
Euclides

Euclides de Alexandria (em grego clássico: Εὐκλείδης; romaniz.: Eukleidēs; fl. c. 300 a.C.) foi um professor, matemático platónico e escritor grego, muitas vezes referido como o "Pai da Geometria". Além de ter escrito sua principal obra, Os Elementos, também escreveu sobre rigor, teoria dos números, proporções, perspectivas, óptica, seções cônicas, geometria esférica e astronomia. Ficou conhecido por suas contribuições matemáticas e por sua habilidade de escrever e ensinar, sendo considerado um grande didata.
Assim como muitos matemáticos gregos antigos, a vida de Euclides é em grande parte desconhecida. Ele é reconhecido como o autor de quatro tratados em grande parte existentes - Os Elementos, Óptica, Dados, Fenômenos - mas além disso, nada se sabe com certeza sobre ele. O historiador Carl Benjamin Boyer observou uma ironia em que "considerando a fama do autor e do seu best-seller [Os Elementos], surpreendentemente pouco se sabe sobre Euclides". A narrativa tradicional segue principalmente a conta do século V d.C. feita por Proclus em seu Comentário sobre o Primeiro Livro dos Elementos de Euclides, além de algumas anedotas de Papo de Alexandria no início do século IV. Segundo Proclus, Euclides viveu depois do filósofo Platão e antes do matemático Arquimedes (c.287 a.C.); especificamente, Proclus colocou Euclides durante o reinado de Ptolomeu I (reinado de 305 a.C a 282 a.C). Em sua Coleção, Papo indica que Euclides foi ativo em Alexandria, onde fundou uma tradição matemática. Assim, o esboço tradicional - descrito pelo historiador Michalis Sialaros como a "visão dominante" - sustenta que Euclides viveu por volta de 300 a.C. em Alexandria enquanto Ptolemeu I reinava.
Euclides é a versão portuguesa da palavra grega Εὐκλείδης, que significa "Boa Glória".

## Vida
Pouco se sabe sobre a vida de Euclides pois há apenas poucas referências fundamentais a ele, tendo sido escritas séculos depois que ele viveu, por Proclo e Papo de Alexandria. Proclo apresenta Euclides apenas brevemente no seu Comentário sobre os Elementos, escrito no século V, onde escreve que Euclides foi o autor de Os Elementos, que foi mencionado por Arquimedes e que, quando Ptolemeu I perguntou a Euclides se não havia caminho mais curto para a geometria que Os Elementos, ele respondeu: "não há estrada real para a geometria". Embora a suposta citação de Euclides por Arquimedes foi considerada uma interpolação por editores posteriores de suas obras, ainda se acredita que Euclides escreveu suas obras antes das de Arquimedes. Além disso, a anedota sobre a "estrada real" é questionável, uma vez que é semelhante a uma história contada sobre Menecmo e Alexandre, o Grande. Na outra única referência fundamental sobre Euclides, Papo mencionou brevemente no século IV que Apolônio "passou muito tempo com os alunos de Euclides em Alexandria, e foi assim que ele adquiriu um hábito de pensamento tão científico". Também se acredita que Euclides pode ter estudado na Academia de Platão, na Grécia.
As datas de nascimento (inclusive o local) e morte (inclusive suas circunstâncias) de Euclides são desconhecidas e estimadas pela comparação com as figuras contemporâneas mencionadas nas referências. Nenhuma imagem ou descrição da aparência física de Euclides foi feita durante sua vida portanto as representações de Euclides em obras de arte são os produtos da imaginação artística.
Convidado por Ptolomeu I para compor o quadro de professores da recém fundada Academia, que tornaria Alexandria o centro do saber da época, tornou-se o mais importante autor de matemática da Antiguidade greco-romana e talvez de todos os tempos, com seu monumental Stoichia (Os elementos, c. 300 a.C.).
Depois da queda do Império Romano, os seus livros foram recuperados para a sociedade europeia pelos estudiosos muçulmanos da Península Ibérica. Escreveu ainda Optica (295 a.C.), sobre a óptica da visão e sobre astrologia, astronomia, música e mecânica, além de outros livros sobre matemática. Entre eles citam-se Lugares de superfície, Pseudaria, Porismas e mais algumas outras.
Algumas das suas obras como Os elementos, Os dados (uma espécie de manual de tabelas de uso interno na Academia e complemento dos seis primeiros volumes de Os Elementos), Divisão de figuras (sobre a divisão geométrica de figuras planas), Os Fenômenos (sobre astronomia), e Óptica (sobre a visão), sobreviveram parcialmente e hoje são, depois de A Esfera de Autólico, os mais antigos tratados científicos gregos existentes. Pela sua maneira de expor nos escritos deduz-se que tenha sido um habilíssimo professor.

## Os Elementos

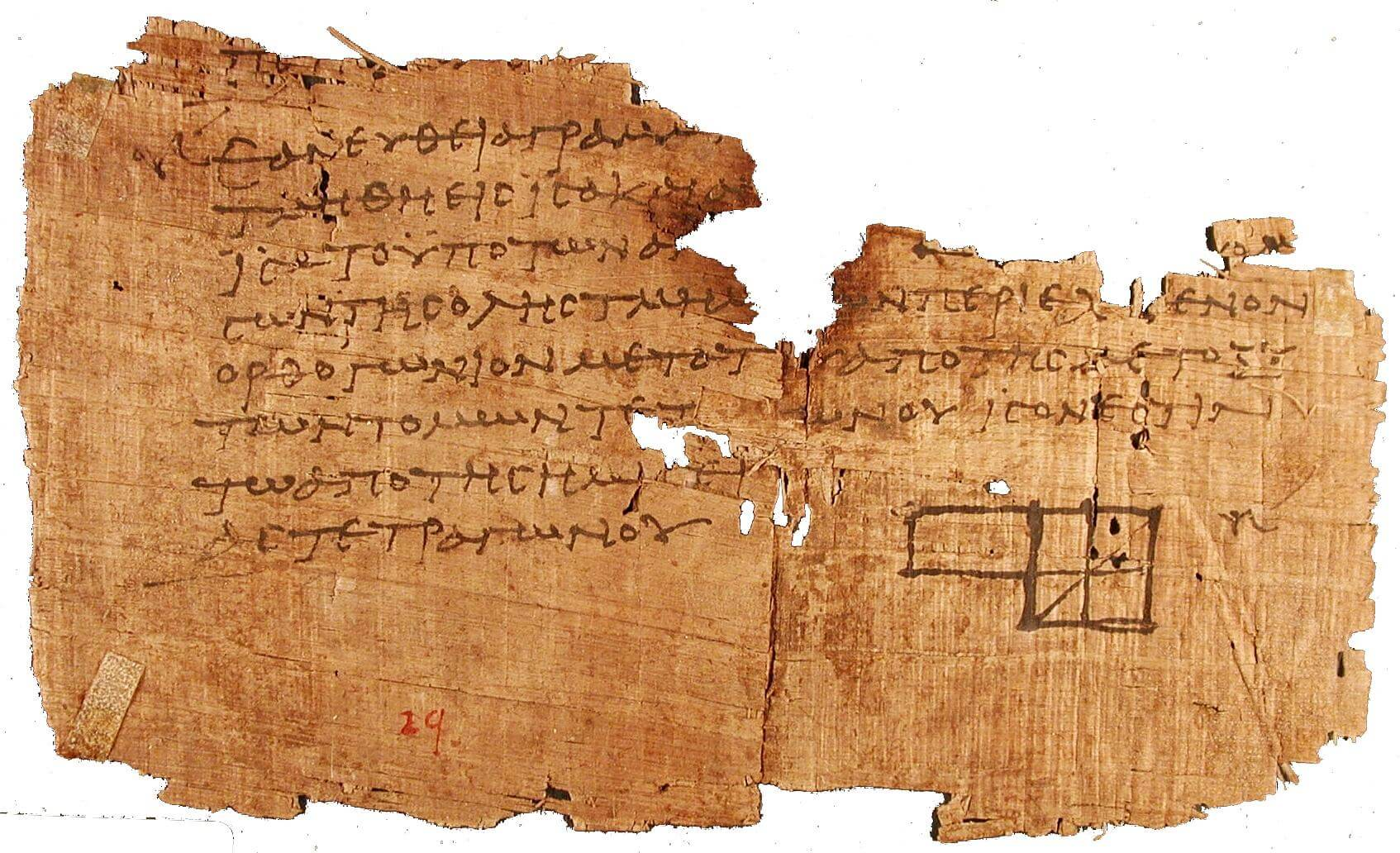
Um dos mais antigos fragmentos sobreviventes de Os Elementos de Euclides, encontrado entre os Papiros de Oxirrinco e datado de cerca de O diagrama acompanha o Livro II, Proposição 5.

A obra Os Elementos, atribuída a Euclides, é uma das mais influentes na história da matemática, servindo como o principal livro para o ensino de matemática (especialmente geometria) desde a data da sua publicação até o fim do século XIX ou início do século XX. Nessa obra, os princípios do que é hoje chamado de geometria euclidiana foram deduzidos a partir de um pequeno conjunto de axiomas.
Euclides concluiu o seu compêndio aproximadamente no ano 300 a.C., efusivamente replicado na forma de manuscritos pelos monges copistas. Desde a maior invenção do segundo milênio, a imprensa de Gutenberg, passou de mil edições, sendo a publicação de 1482, em Veneza, considerada a primeira delas. Escrito originalmente em grego, constitui-se em uma compilação metódica e ordenada de 465 proposições, tendo como característica o rigor das demonstrações, o encadeamento lógico dos teoremas, axiomas e postulados e muita clareza na exposição. Sua proposta é uma geometria dedutiva, despreocupada das aplicações práticas, em contraste com a Geometria egípcia de caráter indutivo e pragmático.
A obra é composta por treze volumes, sendo:
- cinco sobre geometria plana;
- três sobre números;
- um sobre a teoria das proporções;
- um sobre incomensuráveis;
- três (os últimos) sobre geometria no espaço.

Escrita em grego, a obra cobre toda a aritmética, a álgebra e a geometria conhecidas até então no mundo grego, reunindo o trabalho de predecessores de Euclides, como Hipócrates e Eudóxio. Sistematizou todo o conhecimento geométrico dos antigos, intercalando os teoremas já então conhecidos com a demonstração de muitos outros, que completavam lacunas e davam coerência e encadeamento lógico ao sistema por ele criado. Após sua primeira edição foi copiado e recopiado inúmeras vezes, tendo sido traduzido para o árabe em 774. A obra possui mais de mil edições desde o advento da imprensa, sendo a sua primeira versão impressa datada de 1482 (Veneza, Itália). Essa edição foi uma tradução do árabe para o latim. Tem sido − segundo George Simmons − “considerado como responsável por uma influência sobre a mente humana maior que qualquer outro livro, com exceção da Bíblia".
Embora muitos dos resultados descritos em Os Elementos originarem-se em matemáticos anteriores, uma das reconhecidas habilidades de Euclides foi apresentá-los em uma única estrutura logicamente coerente, tornando-a de fácil uso e referência, incluindo um sistema rigoroso de provas matemáticas que continua a ser a base da matemática 23 séculos mais tarde.

Euclides, 1703

Não há menção de Euclides nas primeiras cópias ainda remanescentes de Os Elementos, e a maioria das cópias dizem que são "a partir da edição de Teão" ou as "palestras de Teão", enquanto o texto considerado primário, guardado pelo Vaticano, não menciona qualquer autor. A única referência que os historiadores se baseiam para Euclides ter escrito Os Elementos veio de Proclo, que brevemente em seu Comentário sobre Os Elementos atribui Euclides como o seu autor. Euclides foi a peça chave em toda a história da Geometria.

## Contribuição para a física
Os estudos de Euclides sobre a geometria da visão foi a primeira elaboração em torno da atualmente denominada óptica geométrica.
Diferentemente das análises filosóficas e de suas suposições físicas sobre a natureza da visão, as quais eram isentas de qualquer consideração geométrica, a óptica de Euclides fundamentou-se na análise geométrica da visão e, à primeira vista, parece desprovida de qualquer consideração física acerca da operação da visão. Noções como a cor, a luz ou o transparente, a forma sensível, a luz solar, a natureza do olho e a estrutura física dos órgãos sensoriais envolvidos na visão estão excluídas da óptica de Euclides, uma vez que essas entidades não poderiam ser geometricamente analisáveis, ou melhor, não poderiam ser tratadas pela sua geometria.
A análise geométrica da visão elaborada por Euclides supõe uma teoria física mínima acerca da operação da visão e funda-se na redução da visão a um modelo geométrico, no qual o campo visual é tomado como uma coleção, ou agregado, de “raios visuais” concebidos como linhas retas geométricas discretas e divergentes, as quais aparecem como o último termo da análise. Essa coleção de linhas retas “visuais” divergentes, em cuja origem encontra-se o olho, assume a forma de um cone geométrico, conhecido na tradição como “cone visual”, em cuja base encontra-se a figura daquilo que é visto, isto é, a superfície interceptada pelo feixe divergente de linhas retas visuais – entidades estas que possuem uma natureza híbrida, geométrico-sensível.
O que aparece ao olho é determinado como uma função das propriedades e relações geométricas que são derivadas dessa construção, a qual, ao reduzir o cone visual a uma projeção plana que resulta em triângulos definidos por um vértice situado no olho e por dois raios visuais que unem as extremidades daquilo que é visto, permite calcular a aparência do tamanho, da figura e do movimento daquilo que é visto. Essa construção da estrutura geométrica do “cone visual” é delineada por Euclides quando postula que o aspecto retilíneo dos raios visuais, o cone visual constituído pela divergência desses raios visuais discretos e a condição geral da visibilidade ou seja, que para ser visto, um objeto deve ser interceptado pela radiação ocular.